# Медаль «За службу в Вооружённых силах» (Норвегия)
 Медаль «За службу в Вооружённых силах» – ведомственная награда вооружённых сил Королевства Норвегия.
Не стоит путать данную медаль с медалью «За службу в Вооружённых силах» с лавровой ветвью, которая по своему положению является отдельной наградой.

## История
Медаль «За службу в Вооружённых силах» была учреждена 1 мая 1982 года как награда военнослужащим Вооружённых сил Норвегии за выслугу лет. Медаль вручается министром обороны Норвегии военнослужащим и гражданским лицам, имеющим выслугу в 25 лет. Каждый последующие пять лет службы отмечаются на ленте медали пятиконечной звездой серебристого металла. Максимально предусмотрено три звезды.
| Планки медали  | Планки медали  | Планки медали  | Планки медали  |
| 25 лет выслуги | 30 лет выслуги | 35 лет выслуги | 40 лет выслуги |
| -------------- | -------------- | -------------- | -------------- |
|                |                |                |                |

12 октября 2005 года в устав медали были внесены изменения, предусматривающие награждения служащих Национальной гвардии Норвегии, имеющих выслугу в 10 лет.
Изменения устава в 2011 году позволили вручать медаль иностранным гражданам, которые своими действиями оказали помощь в укреплении обороны Норвегии.

## Описание
Медаль круглой формы серебристого металла.
Аверс несёт три меча в столб остриём вверх.
На реверсе по окружности надпись: «FORSVARET • FOR FORTJENESTER •» (Вооружённые силы • За службу).
Лента медали красного цвета с белой полоской 4 мм. шириной по центру.